# مشية دبدبية
مشية دَبْدَبية أو مشية دوسية أو مشية ثقيلة الخَطَوات (بالإنجليزية: Stomping gait)‏ وتعرف أيضًا مشية رنحية حسية المنشأ (بالإنجليزية: sensory ataxia gait)‏، هي أحد أشكال تشوه المشية.

## المظهر
مشية غير منسقة.

## حالات مرتبطة
- رنح فريدريخ
- فقر الدم الخبيث
- تابس ظهري
- اعتلال الأعصاب المحيطية
- مرض الحبل الشوكي
- تصلب متعدد